# エドガー・ベイントン
エドガー・ベイントン（Edgar Bainton、1880年2月14日 - 1956年12月8日）は、教会音楽で知られるイギリスの作曲家。アンセム『そしてわれは新しき天国を見たり』がよく知られているが、近年になって、長い間無視されてきた他の作品がコンサートのレパートリーとして聴かれるようになっている。
ロンドンに生まれ、その後一家でコヴェントリーに移住した。ピアノの演奏に才能を示し、9歳でピアニストとして演奏会を催した。1896年、奨学金を得て、王立音楽大学に入学し、ヘンリー・ウォルフォード・デイヴィスに音楽理論を学んだ。1899年からはチャールズ・ヴィリアーズ・スタンフォードに作曲を師事した。在学中ジョージ・ダイソン、ウィリアム・ハリス、ラトランド・ボウトンと友人となった。ベイントンの処女作は1898年の『ピアノのためのプレリュードとフーガロ短調』である。1901年にはニューカッスル・アポン・タイン音楽院のピアノ科教授となり、1912年には校長となった。彼は地方にはまだ知られていなかったグスターヴ・ホルスト、レイフ・ヴォーン・ウィリアムズ、アーノルド・バックスの音楽を紹介した。
1914年夏、バイロイト音楽祭に出席するためドイツを訪れたが、第一次世界大戦のためベルリン近郊の収容所に抑留された。1918年になって健康が悪化したためハーグに送られたが、休戦に伴い、帰国することができた。帰国の前にロイヤル・コンセルトヘボウ管弦楽団を指揮した。イギリス人で同楽団を指揮したのは彼が初めてであった。
その後音楽院での仕事を再開し、合唱のための作品が3つの合唱祭に取り上げられた。1930年から1931年までオーストラリアとカナダを旅行し、1931年から1932年までインドを訪れた。インドではラビンドラナート・タゴールからインド音楽の手ほどきを受けている。1933年、ダラム大学から名誉博士号を受けた。
1933年、ニューサウスウェールズ州立音楽院は理事として彼を招聘し、翌年に彼と家族はオーストラリアでの新しい生活を始めた。彼は合唱と管弦楽のクラスを受け持ち、オペラスクールを設立した。彼のシドニー到着によって、オーストラリア放送協会には常設の管弦楽団設立の動きがおこり、ニューサウスウェールズ州交響楽団（現在のシドニー交響楽団）が1934年に発足し、第1回演奏会の指揮をした。
オーストラリアで知られていなかった音楽が彼によって紹介された。エドワード・エルガーの交響曲第2番やオラトリオ『ゲロンティウスの夢』、アーノルド・バックスの交響曲第3番、クロード・ドビュッシーやジャン・シベリウスやフレデリック・ディーリアスやウィリアム・ウォルトンの作品などである。音楽院ではミリアム・ハイド、パーシー・グレインジャー、アルフレッド・ヒルなどのオーストラリアの作曲家を教えた。
ニューサウスウェールズ州ポイントパイパーの海岸で死去。

## 作品

### 室内楽
- 弦楽四重奏曲イ長調
- チェロとピアノのためのソナタ
- ヴィオラとピアノのためのソナタ（1922）

### 合唱とオーケストラ
- 自由と喜びの歌
- 塔

### 教会音楽
- そしてわれは新しき天国を見たり

### 管弦楽
- 交響曲第1番『夜明け前』（コントラルト、合唱、オーケストラのための）
- 交響曲第2番ニ短調
- 交響曲第3番ハ短調
- 組曲『黄金の河』
- 幻想的序曲『プロメテウス』
- ３つの小品『エレジー、間奏曲とユーモレスク』
- ピアノとオーケストラのためのコンチェルト・ファンタジア